# Lista de anfíbios descritos em 2017

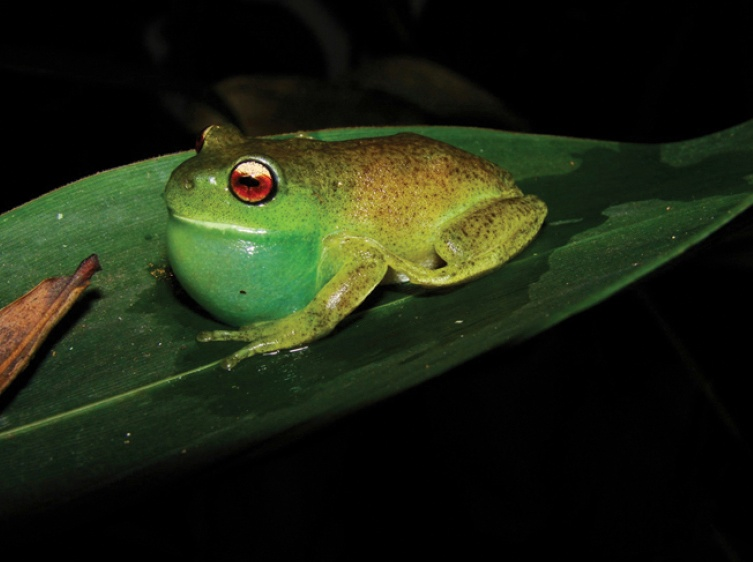
Aplastodiscus lutzorum, primeira espécie descrita em 2017.

Esta é a lista de anfíbios descritos em 2017. Nesse ano foram descritas 161 espécies de anfíbios em todo o mundo, sendo duas de gimnofionos, oito de caudados e 151 de anuros. O país com o maior número foi Madagascar, onde foram descritas 34 espécies. No Brasil foram descritas 16 espécies, e em Portugal uma. A primeira espécie do ano foi a Aplastodiscus lutzorum, um anuro endêmico do Cerrado e pertencente à família Hylidae, descrito no dia 3 de janeiro de 2017 na revista científica ZooKeys. A última foi a Rhacophorus hoabinhensis, descoberta no Vietnã e pertencente à família Rhacophoridae, descrita no final de dezembro na revista científica Asian Herpetological Research.
Para se tratar um animal como uma espécie nova, é preciso que este seja diferenciado dos indivíduos de outras espécies, definindo-o como único. Normalmente é usado o conceito biológico de espécie proposto por Ernst Mayr em 1942, segundo o qual uma espécie é tratada como um agrupamento de animais intercruzantes isolados reprodutivamente de outras espécies semelhantes. Depois de se descobrir que se trata de uma espécie nova, é preciso criar uma publicação (normalmente um artigo científico) detalhando-a e dar-lhe um nome científico que respeite os critérios da Comissão Internacional de Nomenclatura Zoológica. Um animal para ser considerado um anfíbio precisa possuir todas as características comum dos cordados, ser ectotérmico, possuir uma pele fina, úmida e permeável que permita que haja respiração cutânea, ter um coração com três cavidades e possuir um entalhe ótico.

## Espécies

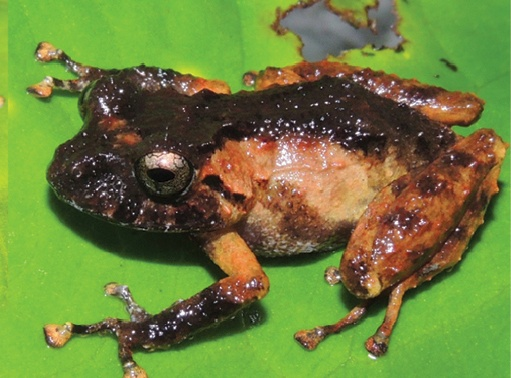
Pristimantis ashaninka.

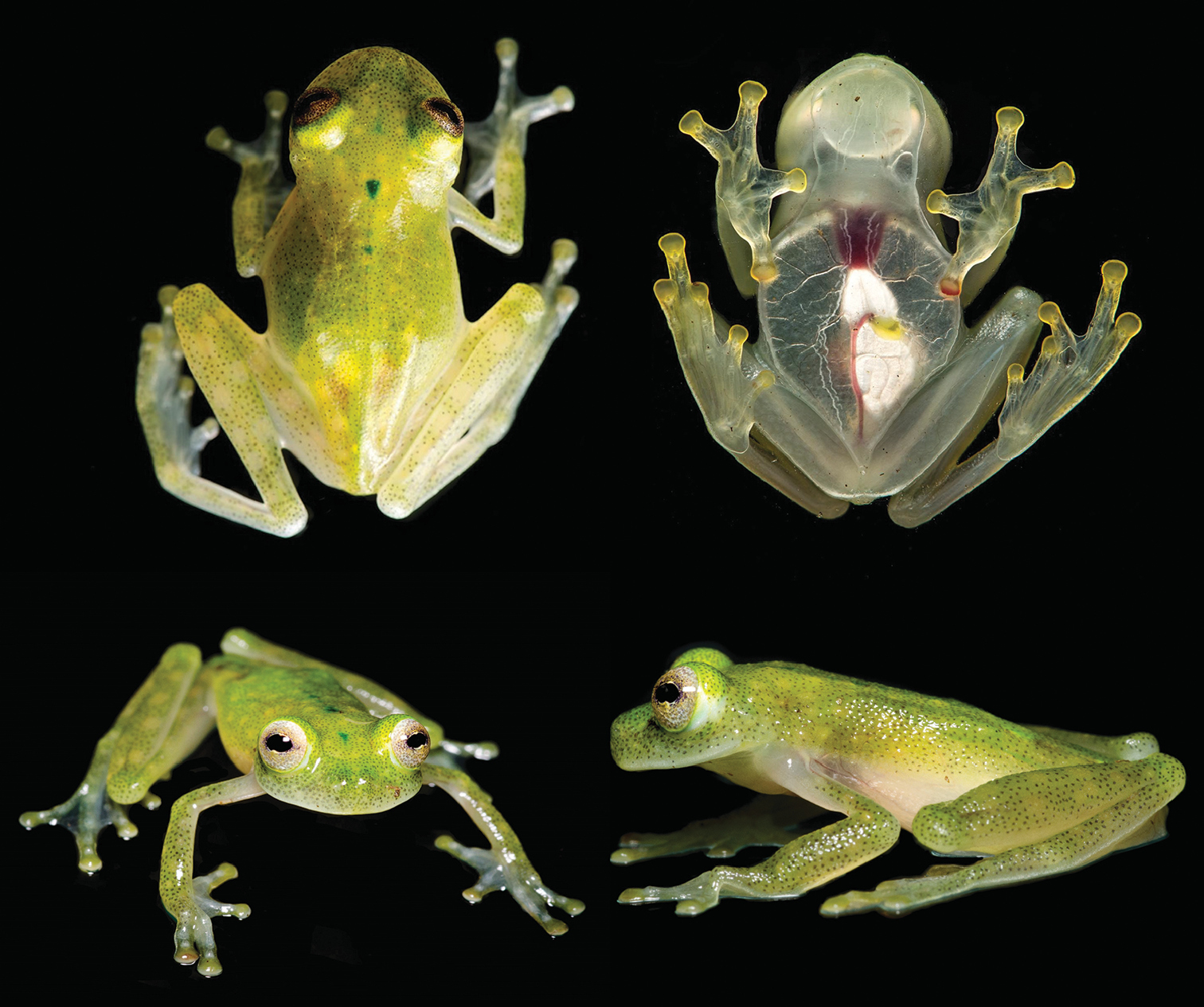
Hyalinobatrachium yaku.

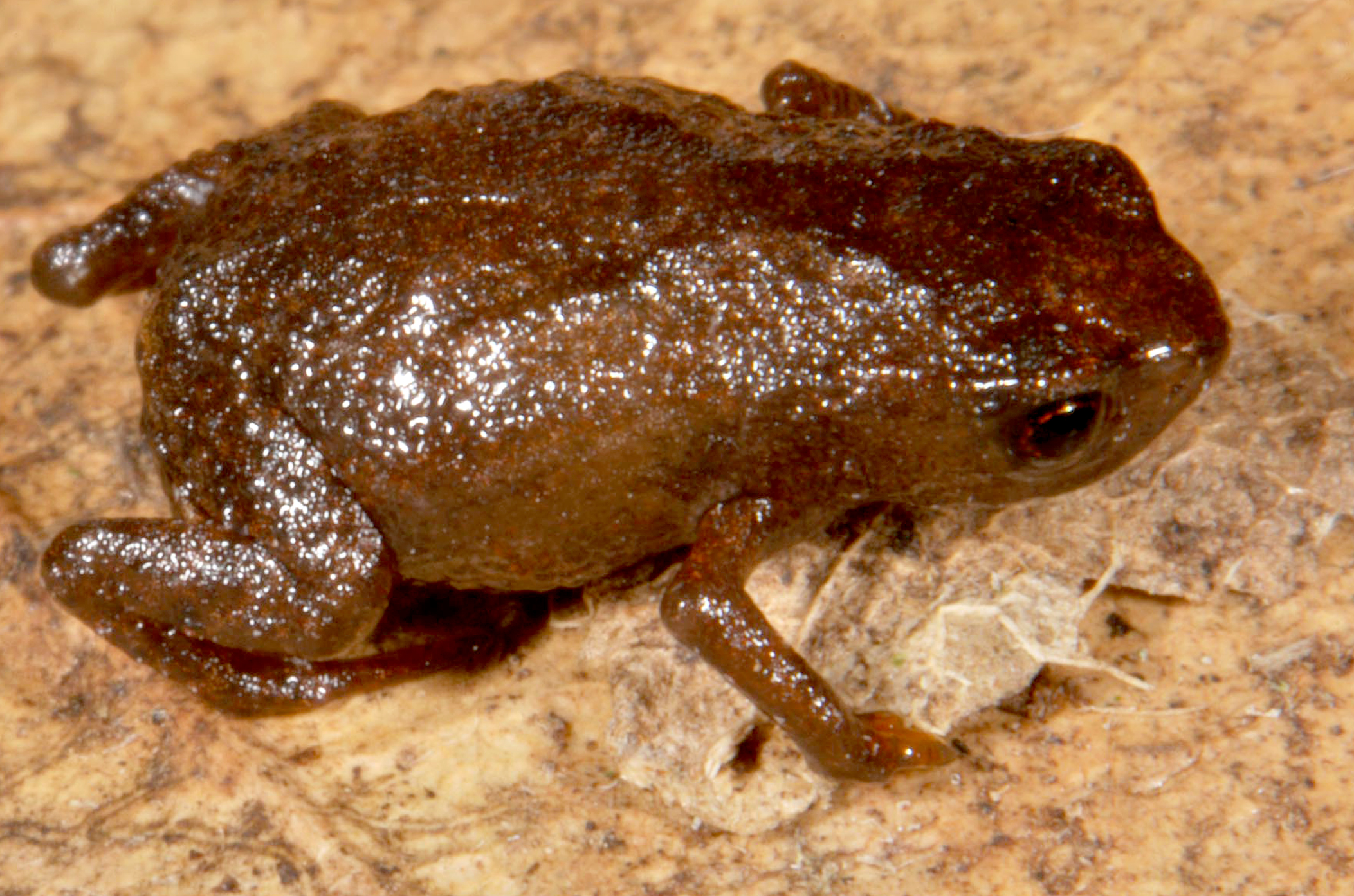
Brachycephalus curupira.

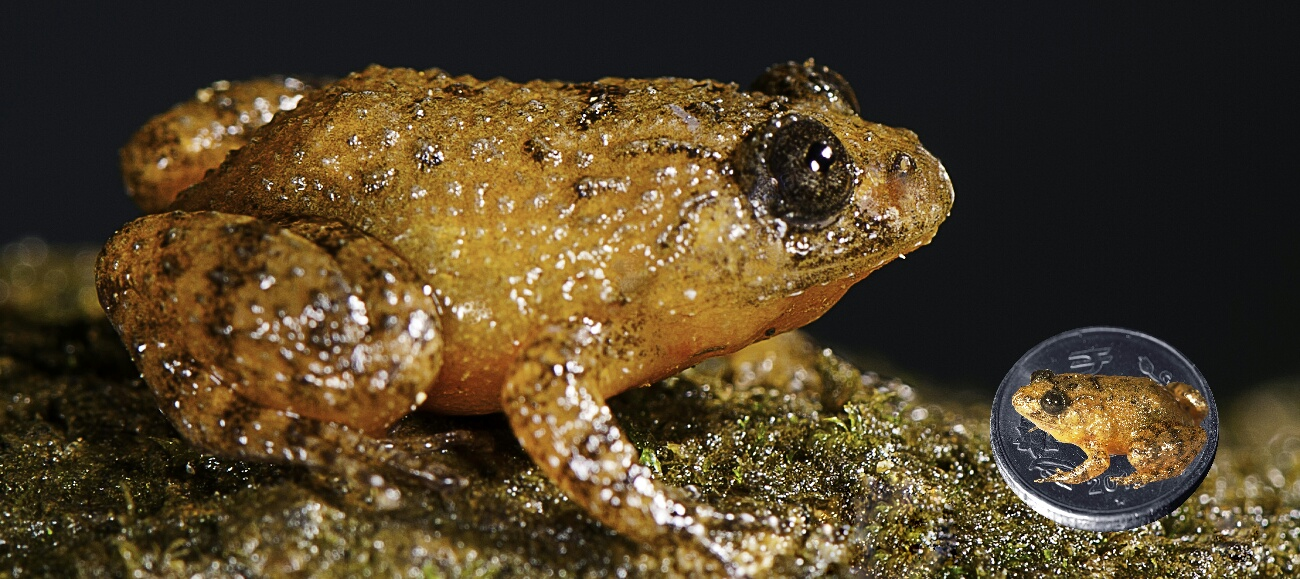
Nyctibatrachus webilla.

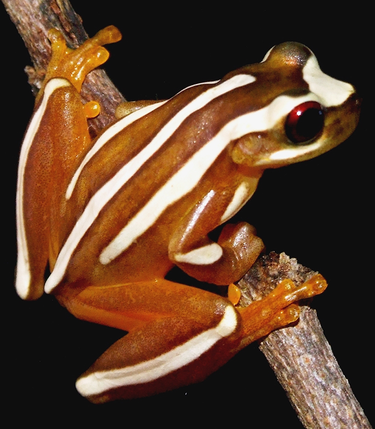
Dendropsophus nekronastes.

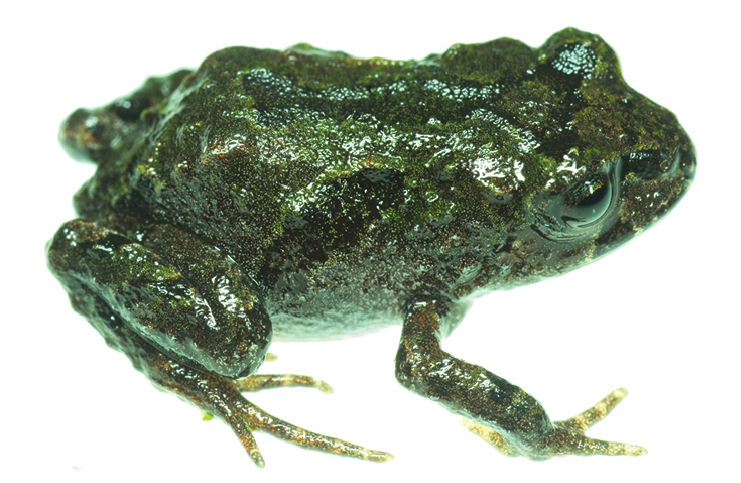
Bryophryne phuyuhampatu.

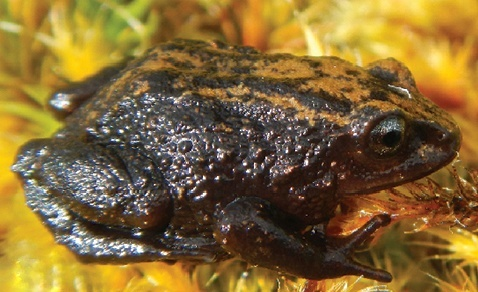
Pristimantis attenboroughi.

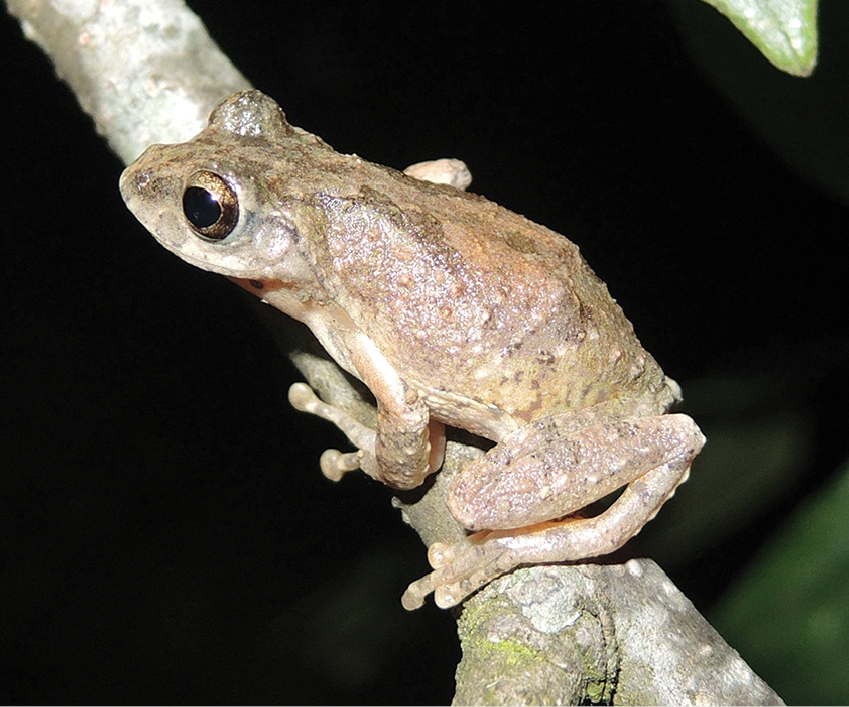
Kurixalus lenquanensis.

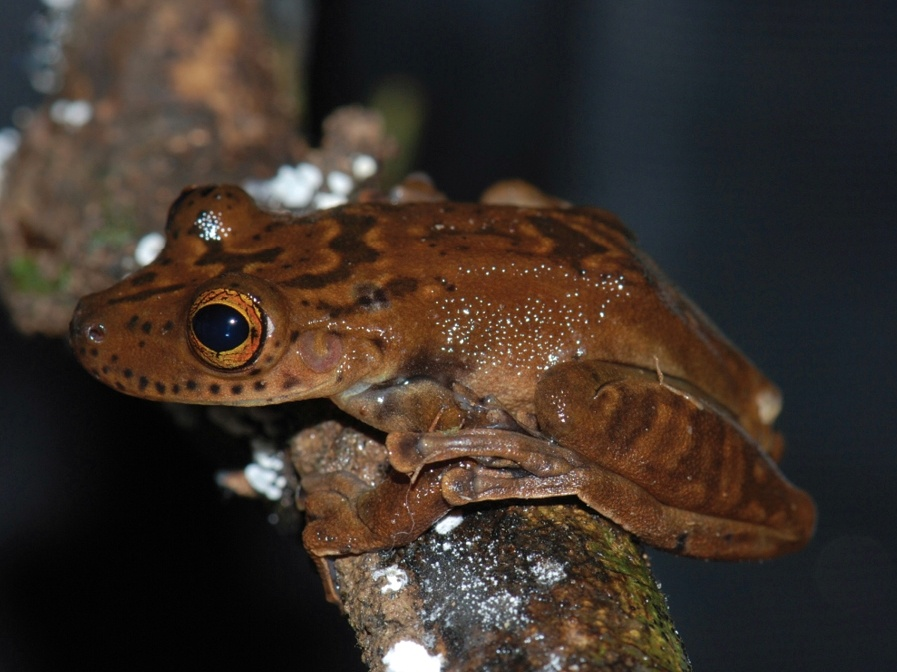
Scinax onca.

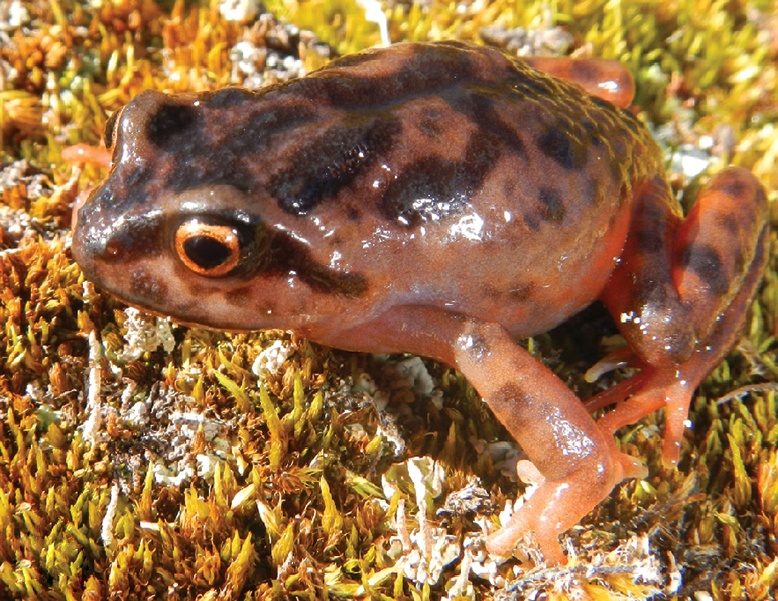
Phrynopus inti.

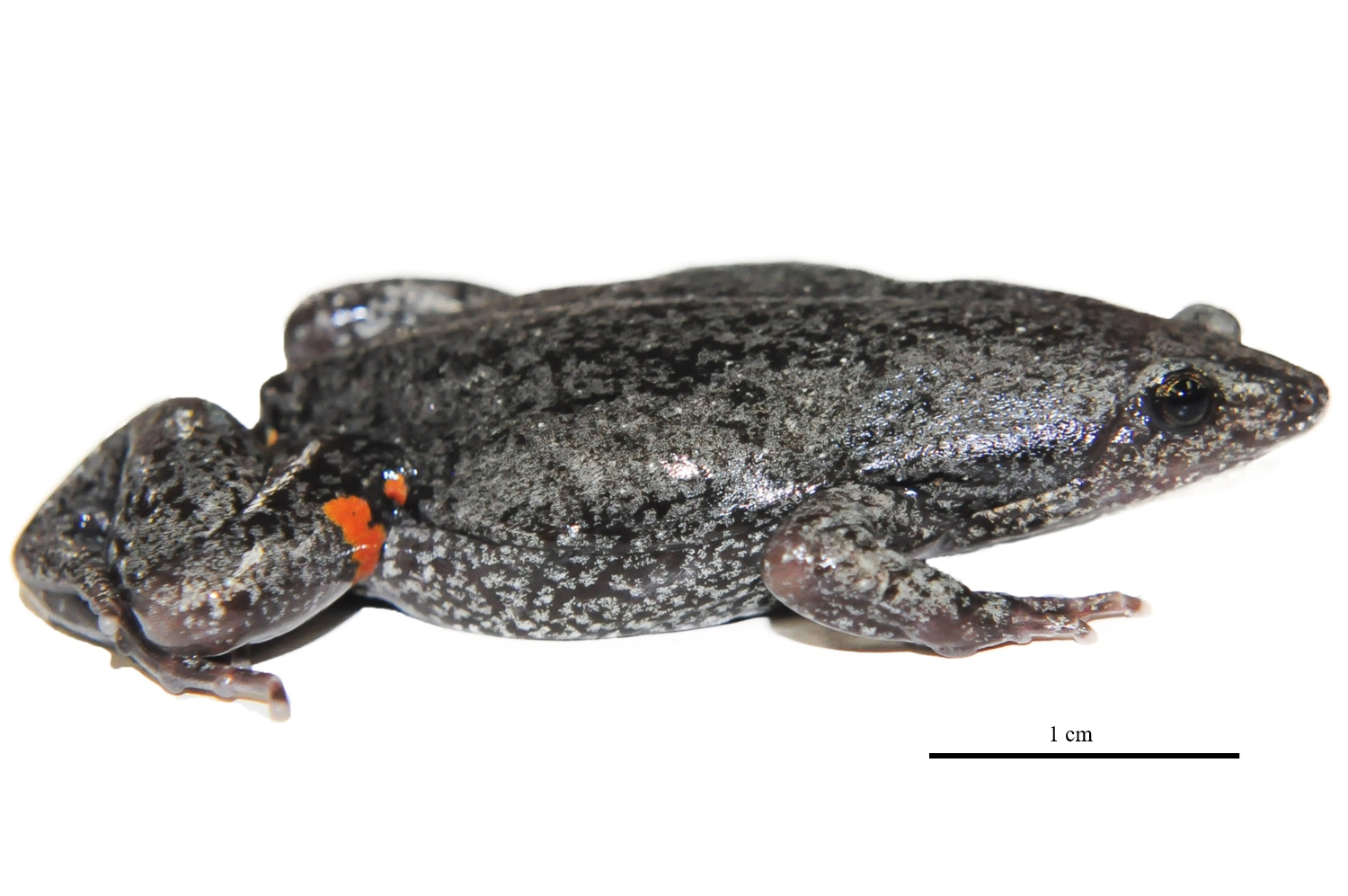
Elachistocleis corumbaensis.

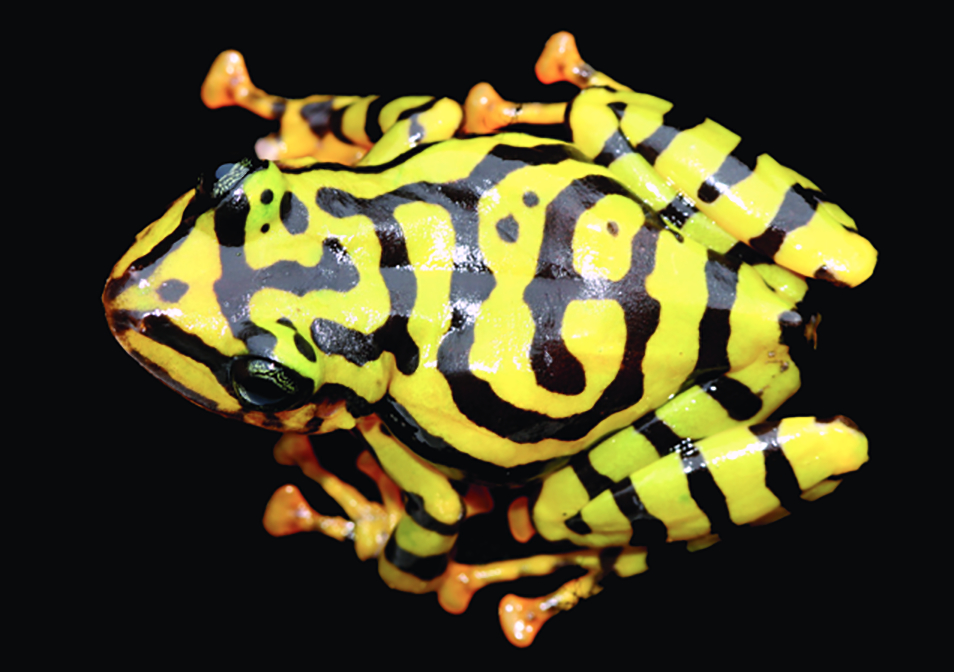
Pristimantis ecuadorensis.

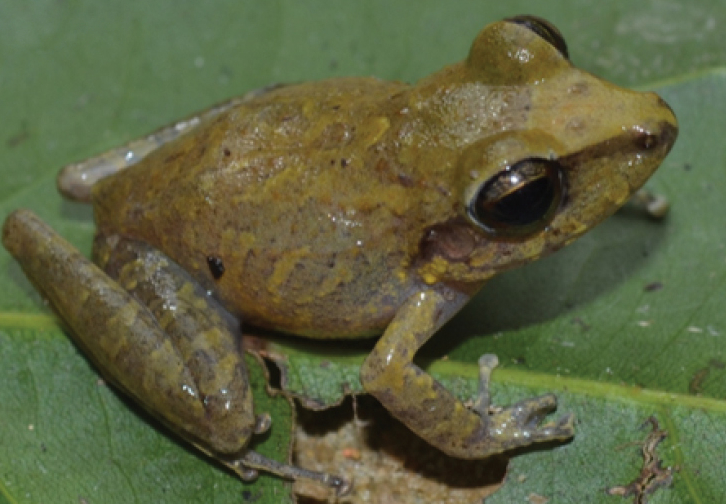
Pristimantis latro.

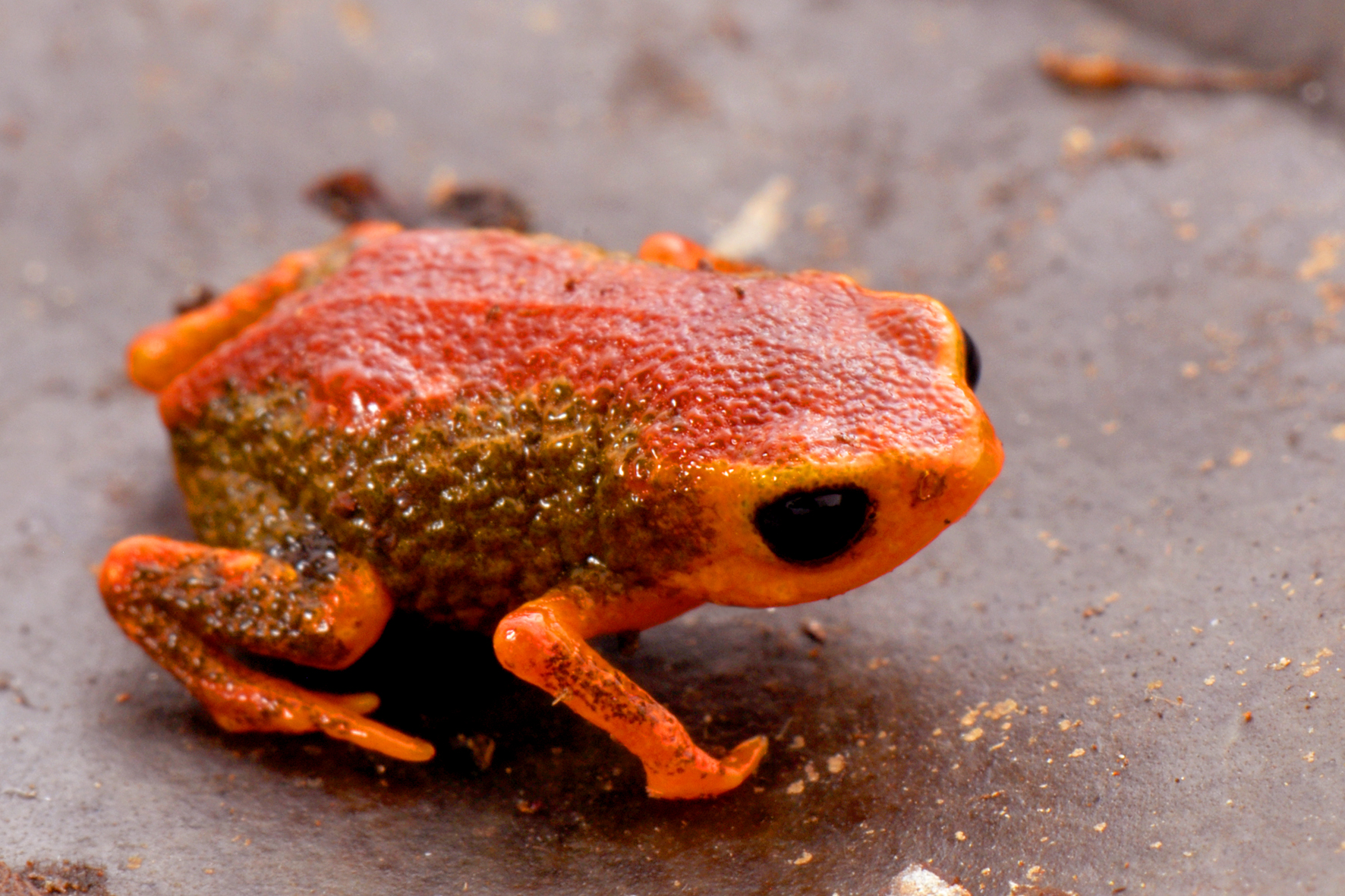
Brachycephalus coloratus.

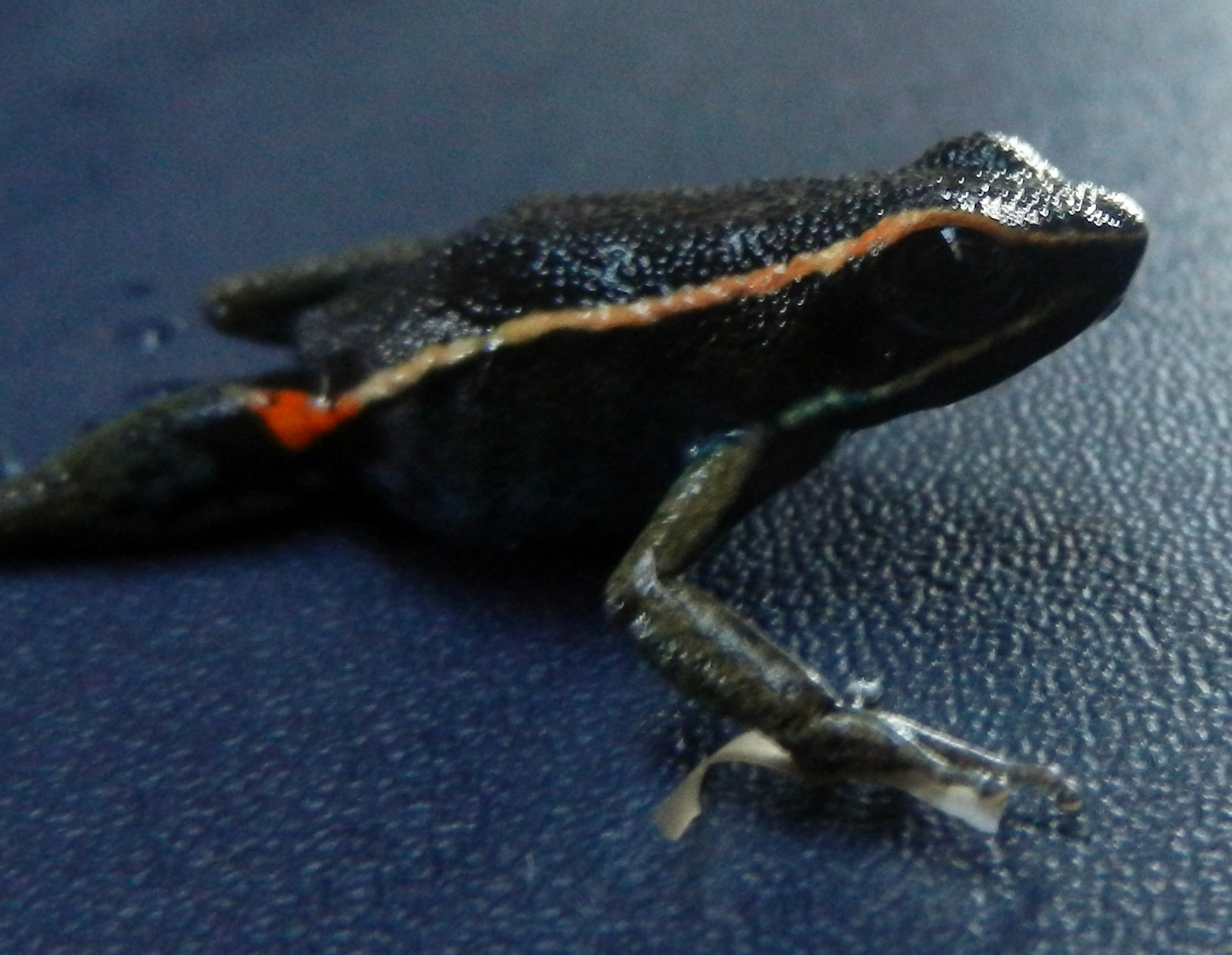
Ameerega shihuemoy.

Pithecopus araguaius.

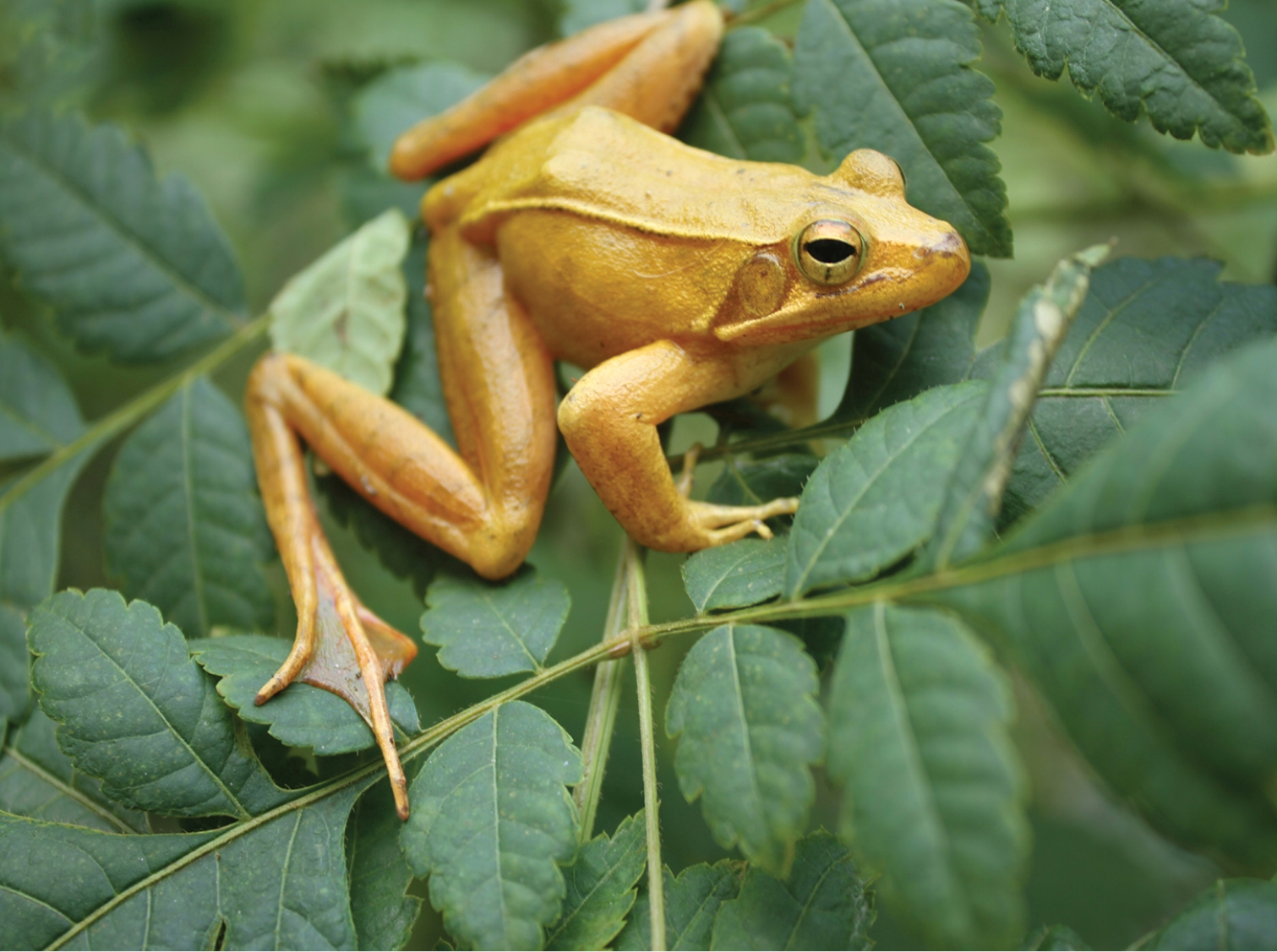
Rana dabieshanensis.

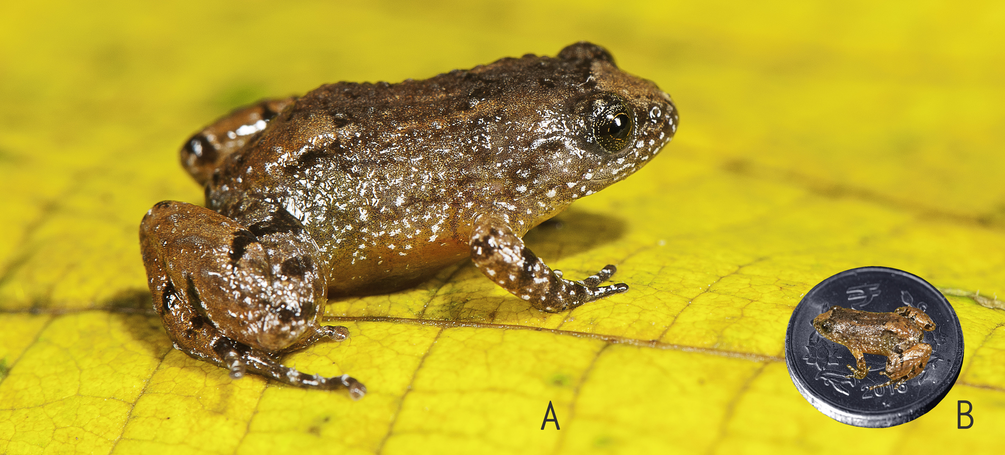
Nyctibatrachus manalari.

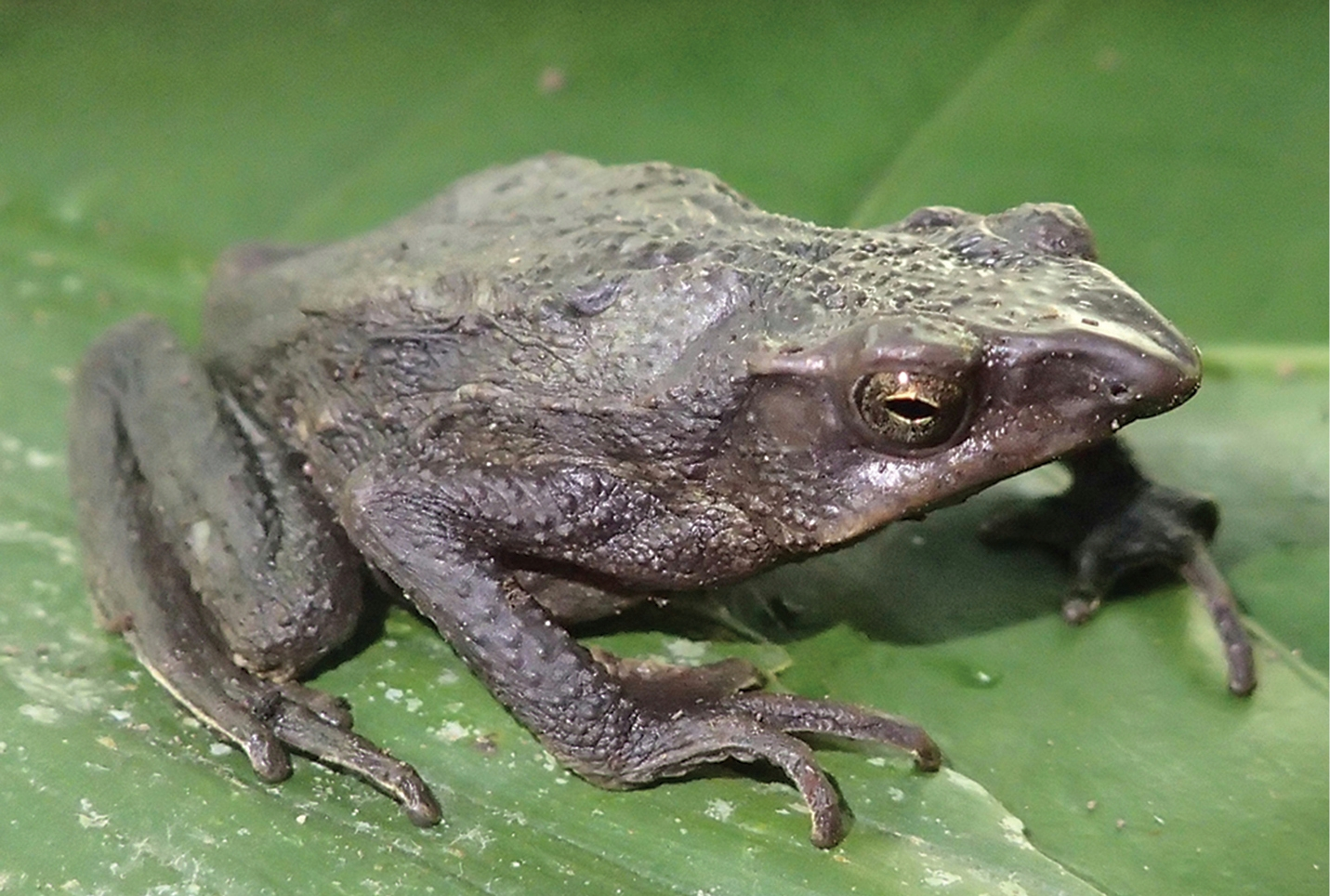
Rhinella lilyrodriguezae.

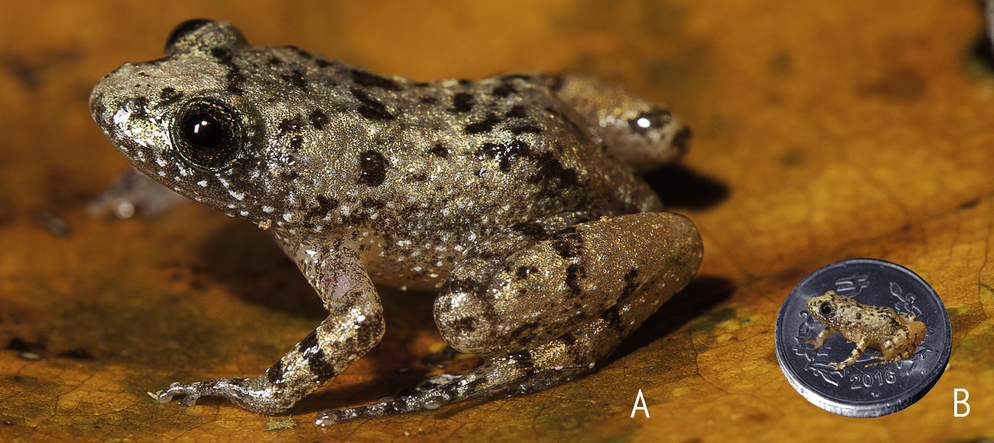
Nyctibatrachus pulivijayani.

| Espécie                            | Família             | País             |
| ---------------------------------- | ------------------- | ---------------- |
| Aplastodiscus lutzorum             | Hylidae             | Brasil           |
| Pristimantis ashaninka             | Craugastoridae      | Peru             |
| Ameerega shihuemoy                 | Dendrobatidae       | Peru             |
| Eleutherodactylus cattus           | Eleutherodactylidae | Cuba             |
| Fejervarya chiangmaiensis          | Dicroglossidae      | Tailândia        |
| Capensibufo deceptus               | Bufonidae           | África do Sul    |
| Capensibufo magistratus            | Bufonidae           | África do Sul    |
| Capensibufo selenophos             | Bufonidae           | África do Sul    |
| Nyctibatrachus athirappillyensis   | Nyctibatrachidae    | Índia            |
| Nyctibatrachus manalari            | Nyctibatrachidae    | Índia            |
| Nyctibatrachus pulivijayani        | Nyctibatrachidae    | Índia            |
| Nyctibatrachus radcliffei          | Nyctibatrachidae    | Índia            |
| Nyctibatrachus robinmoorei         | Nyctibatrachidae    | Índia            |
| Nyctibatrachus sabarimalai         | Nyctibatrachidae    | Índia            |
| Nyctibatrachus webilla             | Nyctibatrachidae    | Índia            |
| Hyperolius ruvuensis               | Hyperoliidae        | Tanzânia         |
| Phyllodytes megatympanum           | Hylidae             | Brasil           |
| Sigalegalephrynus mandailinguensis | Bufonidae           | Indonésia        |
| Sigalegalephrynus minangkabauensis | Bufonidae           | Indonésia        |
| Pristimantis attenboroughi         | Craugastoridae      | Peru             |
| Ansonia teneritas                  | Bufonidae           | Malásia          |
| Dendropsophus arndti               | Hylidae             | Bolívia          |
| Dendropsophus vraemi               | Hylidae             | Peru             |
| Pristimantis leopardus             | Craugastoridae      | Colômbia         |
| Leptolalax petrops                 | Megophryidae        | Vietnã           |
| Pelodytes atlanticus               | Pelodytidae         | Portugal         |
| Pelodytes hespericus               | Pelodytidae         | Espanha          |
| Gracixalus sapaensis               | Rhacophoridae       | Vietnã           |
| Pristimantis ecuadorensis          | Craugastoridae      | Equador          |
| Rhombophryne nilevina              | Microhylidae        | Madagascar       |
| Gracixalus jinggangensis           | Rhacophoridae       | China            |
| Microhyla taraiensis               | Microhylidae        | Nepal            |
| Brachycephalus darkside            | Brachycephalidae    | Brasil           |
| Desmognathus valentinei            | Plethodontidae      | Estados Unidos   |
| Hyalinobatrachium yaku             | Centrolenidae       | Equador          |
| Rhinella lilyrodriguezae           | Bufonidae           | Peru             |
| Phyllomedusa chaparroi             | Hylidae             | Peru             |
| Limnonectes quangninhensis         | Dicroglossidae      | Vietnã           |
| Hyalinobatrachium muiraquitan      | Centrolenidae       | Brasil           |
| Sphaenorhynchus cammaeus           | Hylidae             | Brasil           |
| Hylodes caete                      | Hylodidae           | Brasil           |
| Rhombophryne diadema               | Microhylidae        | Madagascar       |
| Rhombophryne regalis               | Microhylidae        | Madagascar       |
| Phrynopus anancites                | Craugastoridae      | Peru             |
| Phrynopus capitalis                | Craugastoridae      | Peru             |
| Phrynopus dumicola                 | Craugastoridae      | Peru             |
| Phrynopus personatus               | Craugastoridae      | Peru             |
| Amolops xinduqiao                  | Ranidae             | China            |
| Isthmura corrugata                 | Plethodontidae      | México           |
| Fejervarya cepfi                   | Dicroglossidae      | Índia            |
| Fejervarya kadar                   | Dicroglossidae      | Índia            |
| Fejervarya manoharani              | Dicroglossidae      | Índia            |
| Fejervarya neilcoxi                | Dicroglossidae      | Índia            |
| Arthroleptella atermina            | Pyxicephalidae      | África do Sul    |
| Arthroleptella draconella          | Pyxicephalidae      | África do Sul    |
| Arthroleptella kogelbergensis      | Pyxicephalidae      | África do Sul    |
| Eurycea hillisi                    | Plethodontidae      | Estados Unidos   |
| Eurycea sphagnicola                | Plethodontidae      | Estados Unidos   |
| Plectrohyla calvata                | Hylidae             | Honduras         |
| Anaxyrus williamsi                 | Bufonidae           | Estados Unidos   |
| Rhacophorus zhoukaiyae             | Rhacophoridae       | China            |
| Eurycea braggi                     | Plethodontidae      | Estados Unidos   |
| Andinobates victimatus             | Dendrobatidae       | Colômbia         |
| Bolitoglossa yariguiensis          | Plethodontidae      | Colômbia         |
| Boulengerula spawlsi               | Herpelidae          | Quênia           |
| Brachycephalus coloratus           | Brachycephalidae    | Brasil           |
| Brachycephalus curupira            | Brachycephalidae    | Brasil           |
| Dendropsophus nekronastes          | Hylidae             | Brasil           |
| Theloderma pyaukkya                | Rhacophoridae       | Myanmar          |
| Bryophryne phuyuhampatu            | Craugastoridae      | Peru             |
| Pristimantis boucephalus           | Craugastoridae      | Peru             |
| Breviceps carruthersi              | Brevicipitidae      | África do Sul    |
| Breviceps passmorei                | Brevicipitidae      | África do Sul    |
| Nasikabatrachus bhupathi           | Nasikabatrachidae   | Índia            |
| Pelophryne penrissenensis          | Bufonidae           | Malásia          |
| Xenophrys katabhako                | Megophryidae        | Índia            |
| Xenophrys sanu                     | Megophryidae        | Índia            |
| Pristimantis latro                 | Craugastoridae      | Brasil           |
| Hynobius mikawaensis               | Hynobiidae          | Japão            |
| Kalophrynus kiewi                  | Microhylidae        | Malásia          |
| Oreophryne brunnea                 | Microhylidae        | Papua Nova Guiné |
| Bryophryne quellokunka             | Craugastoridae      | Peru             |
| Bryophryne tocra                   | Craugastoridae      | Peru             |
| Bryophryne wilakunka               | Craugastoridae      | Peru             |
| Microkayla chapi                   | Craugastoridae      | Peru             |
| Microkayla chilina                 | Craugastoridae      | Peru             |
| Nymphargus caucanus                | Centrolenidae       | Colômbia         |
| Sachatamia electrops               | Centrolenidae       | Colômbia         |
| Rana luanchuanensis                | Ranidae             | China            |
| Limnonectes kong                   | Dicroglossidae      | Malásia          |
| Spinomantis beckei                 | Mantellidae         | Madagascar       |
| Abavorana nazgul                   | Ranidae             | Malásia          |
| Kurixalus lenquanensis             | Rhacophoridae       | China            |
| Pristimantis nimbus                | Craugastoridae      | Equador          |
| Ectopoglossus absconditus          | Dendrobatidae       | Colômbia         |
| Ectopoglossus saxatilis            | Dendrobatidae       | Colômbia         |
| Xenophrys liboensis                | Megophryidae        | China            |
| Phrynopus lapidoides               | Craugastoridae      | Peru             |
| Phrynopus unchog                   | Craugastoridae      | Peru             |
| Pithecopus araguaius               | Hylidae             | Brasil           |
| Xenophrys insularis                | Megophryidae        | China            |
| Charadrahyla esperancensis         | Hylidae             | México           |
| Hypogeophis pti                    | Indotyphlidae       | Ilhas Seychelles |
| Odontophrynus juquinha             | Odontophrynidae     | Brasil           |
| Scinax onca                        | Hylidae             | Brasil           |
| Phyllodytes amadoi                 | Hylidae             | Brasil           |
| Tylototriton anhuiensis            | Salamandridae       | China            |
| Megophrys rubrimera                | Megophryidae        | China e Vietnã   |
| Gephryomantis tohatra              | Mantellidae         | Madagascar       |
| Phrynobatrachus discogularis       | Phrynobatrachidae   | Tanzânia         |
| Pristimantis albujai               | Craugastoridae      | Equador          |
| Pristimantis churuwiai             | Craugastoridae      | Equador          |
| Pristimantis sambalan              | Craugastoridae      | Equador          |
| Pristimantis saturninoi            | Craugastoridae      | Equador          |
| Stumpffia achillei                 | Microhylidae        | Madagascar       |
| Stumpffia analanjirofo             | Microhylidae        | Madagascar       |
| Stumpffia angeluci                 | Microhylidae        | Madagascar       |
| Stumpffia betampona                | Microhylidae        | Madagascar       |
| Stumpffia contumelia               | Microhylidae        | Madagascar       |
| Stumpffia davidattenboroughi       | Microhylidae        | Madagascar       |
| Stumpffia diutissima               | Microhylidae        | Madagascar       |
| Stumpffia dolchi                   | Microhylidae        | Madagascar       |
| Stumpffia edmondsi                 | Microhylidae        | Madagascar       |
| Stumpffia fusca                    | Microhylidae        | Madagascar       |
| Stumpffia garraffoi                | Microhylidae        | Madagascar       |
| Stumpffia huwei                    | Microhylidae        | Madagascar       |
| Stumpffia iharana                  | Microhylidae        | Madagascar       |
| Stumpffia jeannoeli                | Microhylidae        | Madagascar       |
| Stumpffia larinki                  | Microhylidae        | Madagascar       |
| Stumpffia makira                   | Microhylidae        | Madagascar       |
| Stumpffia maledicta                | Microhylidae        | Madagascar       |
| Stumpffia mamitika                 | Microhylidae        | Madagascar       |
| Stumpffia meikeae                  | Microhylidae        | Madagascar       |
| Stumpffia miovaova                 | Microhylidae        | Madagascar       |
| Stumpffia nigrorubra               | Microhylidae        | Madagascar       |
| Stumpffia obscoena                 | Microhylidae        | Madagascar       |
| Stumpffia pardus                   | Microhylidae        | Madagascar       |
| Stumpffia sorata                   | Microhylidae        | Madagascar       |
| Stumpffia spandei                  | Microhylidae        | Madagascar       |
| Stumpffia yanniki                  | Microhylidae        | Madagascar       |
| Pristimantis yantzaza              | Craugastoridae      | Equador          |
| Hynobius ikioi                     | Hynobiidae          | Japão            |
| Microkayla huayna                  | Craugastoridae      | Bolívia          |
| Chiropterotriton chico             | Plethodontidae      | México           |
| Phrynopus inti                     | Craugastoridae      | Peru             |
| Pristimantis bounides              | Craugastoridae      | Peru             |
| Pristimantis humboldti             | Craugastoridae      | Peru             |
| Pristimantis puipui                | Craugastoridae      | Peru             |
| Gephyromantis angano               | Mantellidae         | Madagascar       |
| Oreophryne phoebe                  | Microhylidae        | Papua Nova Guiné |
| Nyctibatrachus mewasinghi          | Nyctibatrachidae    | Índia            |
| Sanguirana acai                    | Ranidae             | Filipinas        |
| Philautus amabilis                 | Rhacophoridae       | Indonésia        |
| Philautus polymorphus              | Rhacophoridae       | Indonésia        |
| Philautus thamyridion              | Rhacophoridae       | Indonésia        |
| Philautus ventrimaculatus          | Rhacophoridae       | Indonésia        |
| Bryophryne mancoinca               | Craugastoridae      | Peru             |
| Rana dabieshanensis                | Ranidae             | China            |
| Elachistocleis corumbaensis        | Microhylidae        | Brasil           |
| Ameerega munduruku                 | Dendrobatidae       | Brasil           |
| Rhacophorus hoabinhensis           | Rhacophoridae       | Vietnã           |